# Weite
Weite (53° 01′ N, 7° 08′ L) é uma cidade dos Países Baixos, na província de Groninga. Weite pertence ao município de Westerwolde, e está situada a 32 km, a norte de Emmen.
A área de Weite, que também inclui as partes periféricas da cidade, bem como a zona rural circundante, tem uma população estimada em 50 habitantes.